# Eva Hessler
Eva Hessler (* 18. Mai 1914 in Burgholzhausen (Sachsen-Anhalt); † 13. Dezember 2003 in Hildesheim) war eine Religionspädagogin und Autorin.

## Leben
Die Tochter eines Pfarrers und einer Lehrerin wurde als jüngstes von vier Geschwistern geboren. 1916 erblindete ihre Mutter, der Vater verstarb, als sie neun Jahre alt war. Die fünfköpfige Familie lebte weiter im Pfarrhaus, blieb aber auf Grund der niedrigen Pension lange auf die Unterstützung Dritter angewiesen.
Nach dem Besuch der Grundschule besuchte Hessler von 1926 bis 1927 das städtische Lyzeum in Mühlhausen/Thüringen und machte 1933 das Abitur in Droyßig. Nach Hause zurückgekehrt, arbeitete sie von 1934 bis 1936 als Hauslehrerin auf dem nahegelegenen Gut Marienthal bei Familie von Wilmowsky.

## Ausbildung und berufliche Tätigkeit
1936 begann Hessler in Schneidemühl eine Ausbildung als Lehrerin, erwarb die Religionsfakultas und legte eine Prüfung als Organistin und Chorleiterin im Nebenamt ab. Nach Prüfungen für das Lehramt 1938 und 1941 besucht sie 1942 bis 1945 die Lehrerbildungsanstalt in Havelberg, wo sie für die BDM-Arbeit zuständig war.
Nach Kriegsende ging Hessler als Lehrerin nach Burgholzhausen zurück. Aufgrund ihres musischen und künstlerischen Talents war sie als Pädagogin besonders anerkannt. Sie übernahm zusätzlich den Religionsunterricht.
1946 wurde Hessler zur Kreiskatechetin für den Kirchenkreis Eckartsberga berufen. Um eine Anstellungsvertrag zu erhalten, waren theologische und pädagogische Hochschulkurse zu besuchen, von denen sie – offenbar auf Grund ihrer BDM-Vergangenheit – zunächst ausgeschlossen war. Sie entschied sich für die Arbeit bei der Evangelischen Kirche, auch als später das Kursangebot erneuert wurde, und blieb in Opposition zum kommunistischen Regime. In Seehausen (Altmark) übernahm sie zunächst das Katechetische Seminar der evangelischen Kirche und 1950 die Leitung des Katechetischen Oberseminars (KOS) in Naumburg (Saale). Da die Universitäten in der DDR nicht mehr für pädagogischen Nachwuchs im Fach Religion sorgten, baute Hessler mit zwei weiteren Dozenten die Ausbildung für Religionspädagogen auf, woraus später ein volles Theologiestudium mit Katechetik wurde. Abschlüsse am KOS wurden zwar vom Staat nicht anerkannt aber toleriert.
1961 promovierte Eva Hessler bei Alfred Jepsen und Ernst Kähler. In einer Rede 1974 zum 25-jährigen Bestehen des KOS prägte Hessler den Begriff der Gemeindepädagogik.
1980 zog Eva Hessler nach Hildesheim, widmete sich verstärkt der Musik, veröffentlichte ein Buch über die Häuser von Burgholzhausen und arbeitete intensiv weiter an den theologischen Fragestellungen, die sich aus ihrer Doktorarbeit ergeben hatten.
Am 13. Februar 2004 starb sie in ihrer Hildesheimer Wohnung.

## Ehrungen
Ihre Studentinnen, Studenten und Freunde widmeten ihr eine Gedenktafel auf dem Friedhof in Burgholzhausen. Im Evangelischen Zentrum Kloster Drübeck wurde 2003 ein Tagungsgebäude nach ihr benannt.

## Werke
- Gott der Schöpfer : Ein Beitr. zur Komposition u. Theologie Deuterojesajas, 1961, Greifswald
- Das Heilsdrama: Der Weg zur Weltherrschaft Jahwes : (Jes. 40 - 55), 1988, Georg Olms Verlag, ISBN 3-487-09112-7
- Familien in Burgholzhausen, 2006 (2. Auflage), Arbeitsgemeinschaft für Mitteldeutsche Familienforschung e.V., Kleve
- Häuserbuch von Burgholzhausen. Die Gehöfte und ihre Bewohner. Marburg 1995, 2009 (7. Auflage), Arbeitsgemeinschaft für Mitteldeutsche Familienforschung e.V., Kleve